# Dolenje Laknice
Dolenje Laknice je naselje u slovenskoj Općini Mokronog - Trebelnu. Dolenje Laknice se nalazi u pokrajini Dolenjskoj i statističkoj regiji Donjoposavskoj regiji. 

## Stanovništvo
Prema popisu stanovništva iz 2002. godine naselje je imalo 61 stanovnika.